# Victor Trimondi
Victor Trimondi (né en 1940) est le nom de plume de Herbert Röttgen, écrivain, essayiste et ancien éditeur allemand qui a coécrit ses ouvrages avec sa femme Mariana, sous le pseudonyme de Victoria Trimondi. Il a fortement critiqué le dalaï-lama dans son ouvrage « L'ombre du dalaï-lama » et contribué à la controverse Dordjé Shougdèn.

## Biographie
Herbert Röttgen fait des études de droit à l'Université de Cologne avant de suivre des études en philosophie et en histoire de l'art en France et à Munich. En 1967, il fonde avec Gisela Erler la maison d'édition Trikont (de) à Cologne et Munich, étroitement liée aux mouvements sociaux de 1968 et aux transformations qui s'ensuivirent. À partir de 1975, il publie, en collaboration avec Thomas Schmid (de), la revue « Autonomie - Materialen gegen die Fabrikgesellschaft », à laquelle  participent également Joschka Fischer et Daniel Cohn-Bendit.
À la fin des années 1970, Herbert Röttgen publie aux éditions Trikont une critique du milieu d'extrême-gauche : « Vulkantänze - linke und alternative Ausgänge ». Dans le cadre d'un « changement de conscience radical », il imagine de nombreuses solutions aux problèmes de société de l'époque. Par la suite, il se consacre à des thèmes plus spirituels et développe avec l’écrivain français Christiane Singer un nouveau programme de publication afin de soulever « un débat entre religion et science, tradition et modernisme ainsi qu'entre les différentes cultures et religions ». Parallèlement, la maison d'édition Trikont devient Dianus-Trikont (de). Au début des années 1980, cette dernière organise plusieurs congrès auxquels participent, entre autres, Tenzin Gyatso, 14e dalaï-lama, l'indienne Hopi Carolyne Tayangyoma, Carl Friedrich von Weizsäcker et Joseph Needham. La maison d'édition ferme ses portes en 1986. 
En 1989, Herbert Röttgen épouse sa compagne Mariana. Déçus par les résultats des rencontres interculturelles et interreligieuses, ils se consacrent à l'étude de sujets tels que Rolle der Geschlechter in den Kulturen und Religionen (le rôle des deux sexes dans les cultures et les religions), Einfluss der Kultmysterien und Mythen auf Geschichte und Politik (l'influence des mystères religieux et des mythes sur l'Histoire et la politique) ainsi que Bedeutung des Opferritus in den Religionen und seiner sozialpolitischen Funktion (l'importance des sacrifices au sein de la religion et leur fonction sociale et politique). De 1989 à 1991, ils planifient et organisent des manifestations telles que Kunst und Sakrale (l'art et le sacré).
En 1990, ils fondent la Interkulturelle Gesellschaft für kreative Symbolforschung (société interculturelle pour l'étude créative des symboles) afin d'étudier « la mythologie et les symboles dans l'histoire de la science moderne ». De 1991 à 1993, ils entreprennent plusieurs voyages à visée artistique. En 1994, ils lancent un projet de recherche intitulé Die Bedeutung der traditionellen Religion für die Wertebildung und Kreativität in einer Kultur der Zukunft (L'importance de la religion traditionnelle dans la formation des valeurs et de la créativité au sein d'une culture d'avenir).
De 1994 à 1998, ils dressent une critique du bouddhisme tibétain dans le cadre de ce dernier projet. Dans leur premier ouvrage en commun, L'ombre du Dalaï-lama -magie et politique dans le bouddhisme tibétain, ils se penchent sur les rituels magiques du bouddhisme tantrique ainsi que sur le rôle actuel du 14e dalaï-lama. L'ouvrage déclencha une controverse dans les médias. Applaudi par certains pour avoir démystifié le bouddhisme tibétain, il est critiqué par d'autres comme étant fondé sur des sources peu fiables. Selon eux, les textes et représentations tibétaines n'auraient pas été pris au sens symbolique mais interprétés littéralement.
En 2002, Victor et Victoria Trimondi publient leur deuxième livre, intitulé Hitler-Bouddha-Krishna - Une alliance funeste, du Troisième Reich à aujourd´hui et financé par la Fondation Hans Sauer. Se fondant sur ce qu'avaient essayé de faire Heinrich Himmler et les orientalistes du Forschungsgemeinschaft Deutsches Ahnenerbe e.V. (Institut de recherche sur l'héritage ancestral allemand), les auteurs présentent la transformation du national-socialisme en religion politique, son influence sur les systèmes religieux orientaux tels que le Védanta, le Purana et le Bhagavad-Gîtâ, ou encore le bouddhisme tibétain et le bouddhisme zen, ainsi la diffusion de cet « hitlérisme religieux » jusqu'aux néonazis actuels. 
En 2004, Herbert et Mariana Röttgen deviennent officiellement Victor et Victoria Trimondi.
En 2006, paraît l'ouvrage Guerre des religions - politique, croyance et terreur à l'heure de l'Apocalypse aux éditions Wilhelm Fink (de). Les auteurs y examinent les religions monothéistes, leur caractère fondamentaliste et leurs conséquences présentes.

## Critiques
D'après Martin Brauen, le livre L'ombre du Dalai Lama met en avant des déclarations « absurdes et confuses à l'extrême » fondées sur des preuves et sources circonstancielles[pas clair] et discutables (dont des « experts » non nommés, et des adresses Internet anonymes). Adolf Holl (de), théologue, sociologue des religions et ancien prêtre catholique, le livre , une « attaque volumineuse du bouddhisme tibétain et de la personne du 14e dalaï-lama », est le premier fruit de la transformation de Trimondi de sa précédente « phase spirituelle » (où il encensait le dalaï-lama) dans sa nouvelle « phase critique de la culture ».
À l'instar des publications précédentes, Guerre des religions - politique, croyance et terreur à l'heure de l'Apocalypse est accueilli de façon controversée par la critique. Dans un supplément de la Süddeutsche Zeitung, à l'occasion de la Foire du livre de Leipzig, le critique littéraire Bukhard Müller (de) le décrit « comme une réserve inépuisable de citations. On peine à croire les orgies de feu et de sang présentes dans les trois Écritures ainsi que la fureur et la satisfaction avec lesquelles ils sont célébrés et demandés par les éditeurs contemporains », et indique que l'ouvrage est « relu de manière négligée, les citations anglaises sont traduites avec négligence ». Adolf Holl considère l'ouvrage comme « un chantier, qui une fois de plus n'a jamais été achevé ».
Pour Jens Schlieter (de), Der Schatten des Dalai Lama des Trimondis publié en 1999 comporte une théorie présentant les caractéristiques centrales d’une théorie du complot. 

## Ouvrages
- (de) Victor Trimondi et Victoria Trimondi, Der Schatten des Dalai Lama : Sexualität, Magie und Politik im tibetischen Buddhismus, Dusseldorf, Patmos-Verlag, 1999 (ISBN 3-491-72407-4)
- (de) Victor Trimondi et Victoria Trimondi, Hitler : Buddha : Krishna : eine unheilige Allianz vom Dritten Reich bis heute, Vienne, Ueberreuter, 2002 (ISBN 3-8000-3887-0) (paru en français sous le titre: Hitler - Buddha - Krishna Une alliance funeste, du Troisième Reich à aujourd´hui)
- (de) Victor Trimondi et Victoria Trimondi, Krieg der Religionen : Politik, Glaube und Terror im Zeichen der Apokalypse, Munich, Fink, 2006 (ISBN 3-7705-4188-X)